# Mulinum spinosum
Espèce
Classification phylogénétique
Mulinum spinosum,  (localement appelé neneo,  hierba negra,  hierba de la culebra),  est une espèce de plantes à fleurs de la famille des Apiacées. C'est un arbuste endémique des cordillères hautes et basses du Chili, au sud de Coquimbo ainsi que des steppes de la Patagonie argentine.
Elle se présente sous forme de coussins arrondis dans des bosquets denses. C'est une plante épineuse qui peut atteindre 120 cm de hauteur.
Selon Plants of the World Online, c'est un synonyme de Azorella prolifera.

## Fourrage

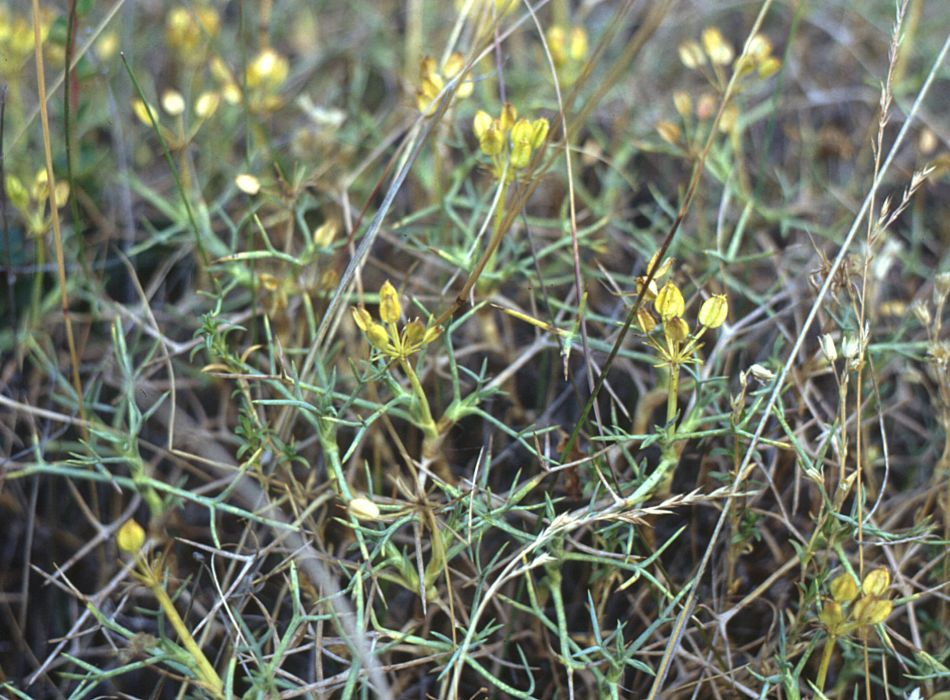
Détail d'une branche avec les fruits.

La plante peut être consommée par les ovins au printemps et en été. Le bétail mange les jeunes pousses tendres, les fleurs et les fruits. La teneur en protéines et en minéraux de la plante est très bonne, elle contient peu de lignine. Mais sa consommation donne une saveur désagréable à la viande. Avant d'abattre les animaux, il faut dès lors les mettre dans des pâturages libres de cette plante.